# Friedrich von Spankeren

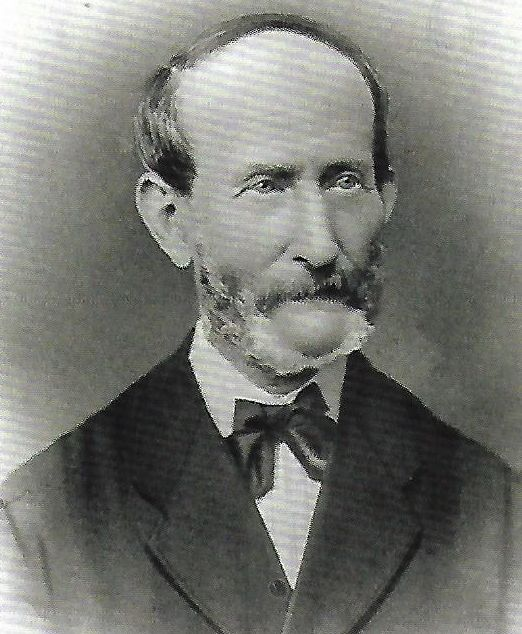
Fotografie von Friedrich von Spankeren (1804–1886)

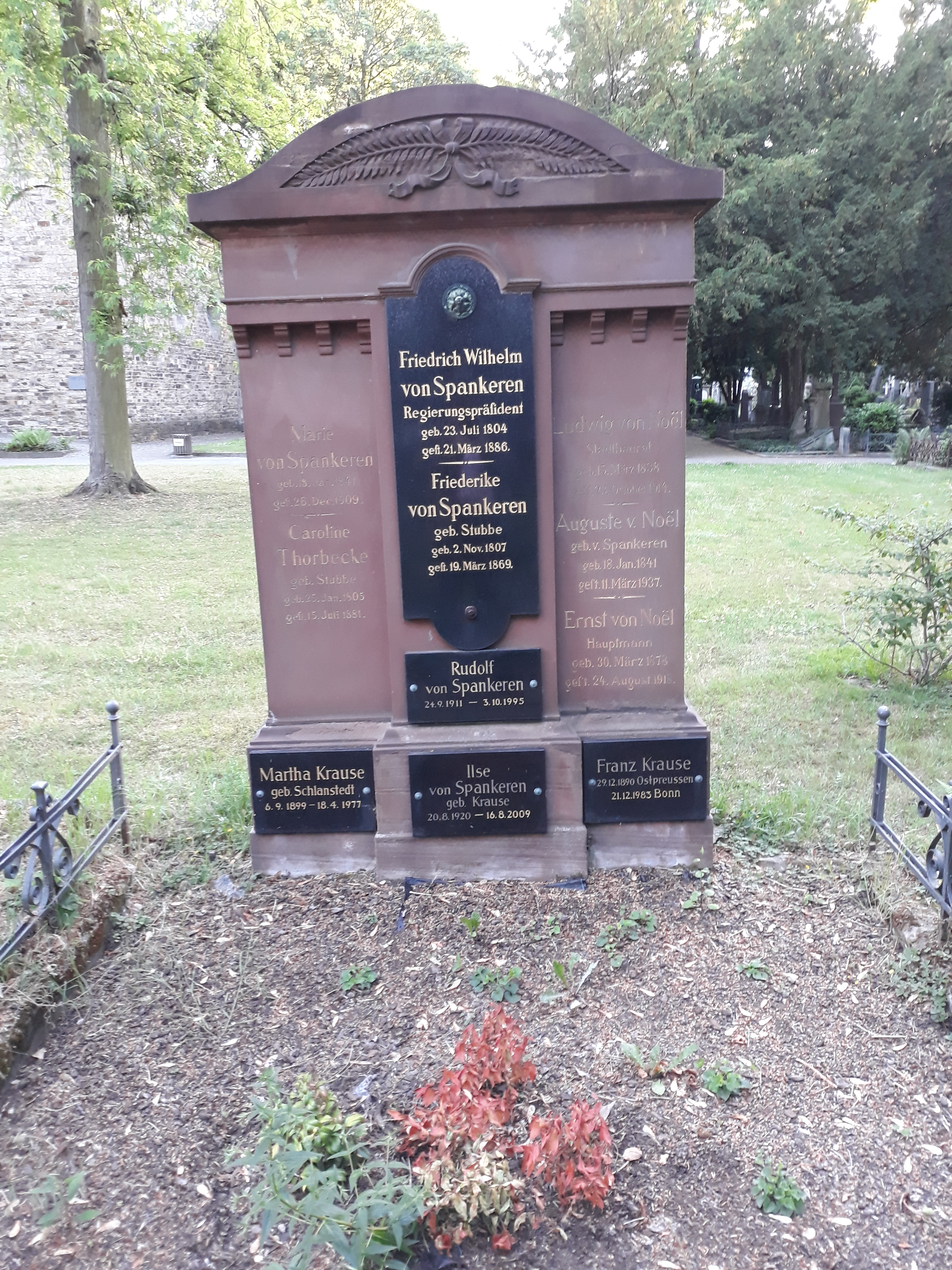
Familiengrab Friedrich von Spankeren mit Ehefrau Friederike auf dem Alten Friedhof Bonn.

Friedrich Wilhelm Franz van Spankeren, ab 1858 von Spankeren (* 23. April 1804 in Eupen; † 21. März 1886 in Bonn) war ein preußischer Beamter und Politiker.

## Leben und Wirken
Er entstammte einer ursprünglich niederländischen Familie aus dem Ort Spankeren (heute Rheden) und war der Sohn des Eberhard van Spankeren (1761–1840) und der Karoline Wilhelmine, geb. Kloenne (1769–1845). Sein älterer Bruder war der preußische Kriegsrat Wilhelm von Spankeren (1797–1862), sein Neffe der preußische Generalleutnant Rudolf von Spankeren (1839–1920).
Sein Abitur legte Spankeren am Joachimsthaler Gymnasium in Berlin ab. Militärdienst hat er vermutlich nicht geleistet. Er studierte Rechtswissenschaften und Staatswissenschaften in Bonn und Berlin. Er legte 1825 die Prüfung zum Auskultator, 1827 zum Gerichtsreferendar und 1831 zum Gerichtsassessor ab. 1831 und 1832 arbeitete er in dieser Funktion bei den Landgerichten in Köln und Trier. Anschließend war er vorübergehend Justiziar bei der Regierung in Trier.
Im Jahr 1834 heirateten Spankeren und Friederike Paulina Stubbe in Paderborn.
Im Jahr 1835 war er Staatsprokurator (Staatsanwalt) beim Landesgericht Trier und wurde kurze Zeit später zum Landesgerichtsrat befördert. Im Jahr 1837 wurde von Spankeren Regierungsrat bei der Regierung in Koblenz. 1844 wurde er zum Oberregierungsrat und Abteilungsdirigenten ernannt. Im Jahr 1849 wurde er zum kommissarischen Regierungspräsidenten in Düsseldorf bestellt. Ein Jahr später wechselte er als Regierungsvizepräsident zurück nach Koblenz. Von 1854 bis 1863 amtierte er als Regierungspräsident in Arnsberg. Gemäß dem Gesetz vom 21. Juli 1852 wurde Spankeren aus politischen Gründen 1863 in den einstweiligen Ruhestand versetzt. Die endgültige Entlassung aus dem Staatsdienst mit Pensionsanspruch folgte 1867.
Spankeren war neben und vor allem nach seiner beruflichen Tätigkeit auch politisch aktiv. Als liberal Eingestellter gehörte er 1849 der ersten Kammer des preußischen Landtages an. In den Jahren 1866/67 war er als Nationalliberaler Mitglied des Preußischen Abgeordnetenhauses in der altliberalen Fraktion. 1867 war er auch Mitglied des konstituierenden Reichstages des Norddeutschen Bundes und gehörte der Nationalliberalen Partei an. Von 1869 bis 1873 war Spankeren erneut Mitglied des Preußischen Abgeordnetenhauses.